# برانه
شهر برانه (به روسی: Беране) در کشور مونته‌نگرو واقع شده است. جمعیت این شهر ۱۱٫۵۴۷ نفر است. در تاریخ ۱۸۶۲ به عنوان شهر شناخته شد.